# Улянівка (Богодухівський район)
Уля́нівка — селище в Україні, у Богодухівській міській громаді Богодухівського району Харківської області.

## Географія
Селище Улянівка розташоване за 2 км від річки Рябина (лівий берег) та 3 км від річки Куп'єваха. В селі знаходиться залізнична станція Куп'єваха.

## Історія
- 1933 — дата заснування.
- 1997 — від селища Улянівка відокремилася його прибережна частина, яка утворила село Іванівка.
- 12 червня 2020 року, відповідно до розпорядження Кабінету Міністрів України № 725-р «Про визначення адміністративних центрів та затвердження територій територіальних громад Харківської області», селище увійшло до складу Богодухівської міської громади[1].
- 19 липня 2020 року, в результаті адміністративно-територіальної реформи та ліквідації Богодухівського району (1923—2020), селище увійшло до складу новоутвореного Богодухівського району Харківської області[2].